# Mielniki (przystanek kolejowy)
Mielniki (biał. Мельнікі, ros. Мельники) – przystanek kolejowy w miejscowości Mielniki, w rejonie małoryckim, w obwodzie brzeskim, na Białorusi. Leży na linii Kijów – Chocisław – Brześć.